# Miguel Ángel Curiel
Miguel Ángel Curiel Nuñez (Korbach Valdeck, Alemania, 31 de marzo de 1966 - ), escritor español, poeta y grabador. Su familia procede del norte de Extremadura y se estableció en Talavera de la Reina, posteriormente se trasladó a vivir a Lugo.

## Biografía
Miguel Ángel Curiel, poeta y artista visual, obtuvo en el año 2000 el accésit del premio Adonais con el libro El verano. Desde entonces su obra poética se aparta definitivamente de las tendencias poéticas más dominantes y vigentes en nuestro país, para indagar en su particular mundo interior desde la más honda radicalidad, siendo la naturaleza y la intemperie del hombre actual escenarios donde los grandes dramas de la existencia se conjugan y se desarrollan. Una reescritura de la cultura europea desde los límites del lenguaje hasta desarrollar una voz propia que poco a poco se va afianzando en el panorama de la poesía española actual. Una escritura radical, oscura y a la vez luminosa y cada vez más transparente, que en sus sucesivos libros se va despojando hasta volverse cada vez más diáfana. Una obra lúcida en la que se tratan los grandes temas que acompañan al ser humano, como el amor, la muerte, el paso del tiempo, la vida, el vacío o la existencia.
Miguel Ángel Curiel ha sido becario de la Academia de España en Roma (Beca Valle Inclán para escritores) entre los años 2009 y 2010. Es durante ese periodo en el que escribe el libro de fragmentos Luminarias, Amargord, Madrid, 2012, y el libro de poemas Hacer hielo. Como grabador ha realizado exposiciones de linóleos y aguafuertes en la Galería Arcana de Vilagarcia de Arosa y en la Academia de España en Roma.
Miguel Ángel Curiel es el autor de los libros El verano, Un libro difícil, Por efecto de las aguas, Los sumergidos. En el 2013 apareció El agua. Poesía 2002-2012, Madrid: Tigres de Papel, en el que reúne todos sus libros de la serie del agua. En 2014 aparece Trabajos de purificación, Cuenca: Olcades.
En 2021 ve la luz su poemario Trabajos de ser sólo hierba con la madrileña editorial Los Libros del Misisipi. En el que aborda temas como la escritura, el autoconocimiento y la búsqueda del yo￼

## Obras (poesía)
- Los bosques del frío (1998), Ayuntamiento de Campo de Criptana.
- Piedras (1999), A la Luz del Candil.
- El verano (2001), Rialp, Accésit del Premio Adonáis.
- Hálito (2004), Vitruvio.
- Un libro difícil (2005) Sociedad de Cultura Valle-Inclán, Premio Esquio.
- Mal de altura (2006), Añil.
- Por efecto de las aguas (2007), Rialp, Premio San Juan de la Cruz.
- Diario de la luz (2008), DVD, Premio Ciudad de Mérida.
- El principio del mundo (2009), Lleonard Muntaner, Premi Vila de Martorell.
- Los sumergidos (2011), Almud.
- Luminarias (2012), Amargord.
- Hacer hielo (2012), Publicaciones de la Universidad Popular José Hierro, Premio Nacional José Hierro.
- El agua: poesía 2002-2012 (2014), Tigres de Papel.
- Trabajos de ser sólo hierba[2] (2021), editorial Los Libros del Mississippi.